# Sennerhäst
Sennerhästen var en inhemsk hästras i Tyskland och troligtvis landets äldsta ras innan den försvann. Idag räknas Dülmenponnyn som Tysklands enda inhemska ponny. Sennerhästen levde vilt i Teutoburgerskogen i Tyskland och tvärtemot vanliga vilda hästar var Sennerhästarna ganska ädla i kroppsbyggnaden, mycket påminnande om Angloaraberna vilket vittnar om inblandning av annat blod. 

## Historia
Sennerponnyn har funnits i Tyskland sedan flera tusen år tillbaka. Rasen har dokumenterats sedan 1160 men var kända bland lokalbefolkningen långt innan dess. Det finns inte några dokument över hur Sennerhästarna hamnade i området. Det ädla och slanka utseendet var unikt hos denna häst, då de flesta europeiska vildhästar hade ett mycket mer robust och primitivt utseende, t.ex. som hos den numera utdöda Tarpanen. Detta vittnar om stark influens av arabiska och orientaliska hästar som bör ha tagits till Tyskland med hjälp av nomadiska folk som vandrat till Europa från Asien. Men det finns inga förklaringer till varför dessa orientaliska hästar inte influerade andra hästar. 
Man tror att många av de ursprungliga Sennerhästarna togs in på klostren i närheten och att man med hjälp av dem avlade fram bättre hästar med utavel av Sennerhästarna med olika sorters varmblodshästar men det finns inga stamböcker som stödjer teorierna. Däremot hittade man ett dokument skrivet av munken Bernhard VII von Lippe år 1493, där han skrev att man tog in 64 vilda Sennerhästar till klostren. 
Efter detta var Sennerhästen väl eftertraktade som rid- och körhästar under 1700-talet och ända fram till 1800-talet. Troligtvis utavlades Sennerhästarna en hel del med arabiska och europeiska fullblodshästar men utvecklingen av de olika tyska varmblodshästarna gjorde att rasen föll i glömska och nästan dog ut helt. 1999 startades en förening för att försöka bevara rasen, men dock finns inga stamböcker eller bevisat renrasiga Sennerhästar kvar vilket gör att rasen räknas som utrotad även om en del oäkta Sennerhästar kan hittas i nationalparken i området runt Teutoburgerskogen.

## Egenskaper
Sennerponnyn var väl eftersökt på grund av sitt ädla utseende men primitiva härdighet och sundhet. De vilda ponnyerna hade ett naturligt skydd mot sjukdomar och klarade sig på lite foder. Benen var utmärkt och starka och ponnyerna var kloka och lugna i sättet. Det sades att hästarna liknade Angloaraben, eller Arabiskt fullblod vilket stödjer teorin om att hästarna med största sannolikhet någon gång har korsats med orientaliskt blod. 